# Cheesecake
Un cheesecake este un fel de tartă dulce preparată în general dintr-o bază de biscuiți acoperită cu o cremă de brânză.

## Variațiuni
Cheesecake-urile pot fi preparate fie prin coacere, fie lăsate la fridiger. Există mai multe feluri de cheesecake, în funcție de țară.

### Cheesecake-uri coapte

#### Japonia
Cheesecake-ul japonez, cunoscut și sub denumirea de „cheesecake sufleu”, a devenit cunoscut în Japonia începând cu anii 1970. Este caracterizat de textura aerată și pufoasă și, la fel ca cheescake-ul newyorkez, este copt folosind tehnica bain-marie. Aburii ajută la distribuirea uniformă a căldurii în cuptor și previne apariția punctelor fierbinți și fluctuațiile de temperatură, astfel încât cheesecake-ul își păstrează forma după ce crește, fără a se lăsa sau crăpa.

#### Spania

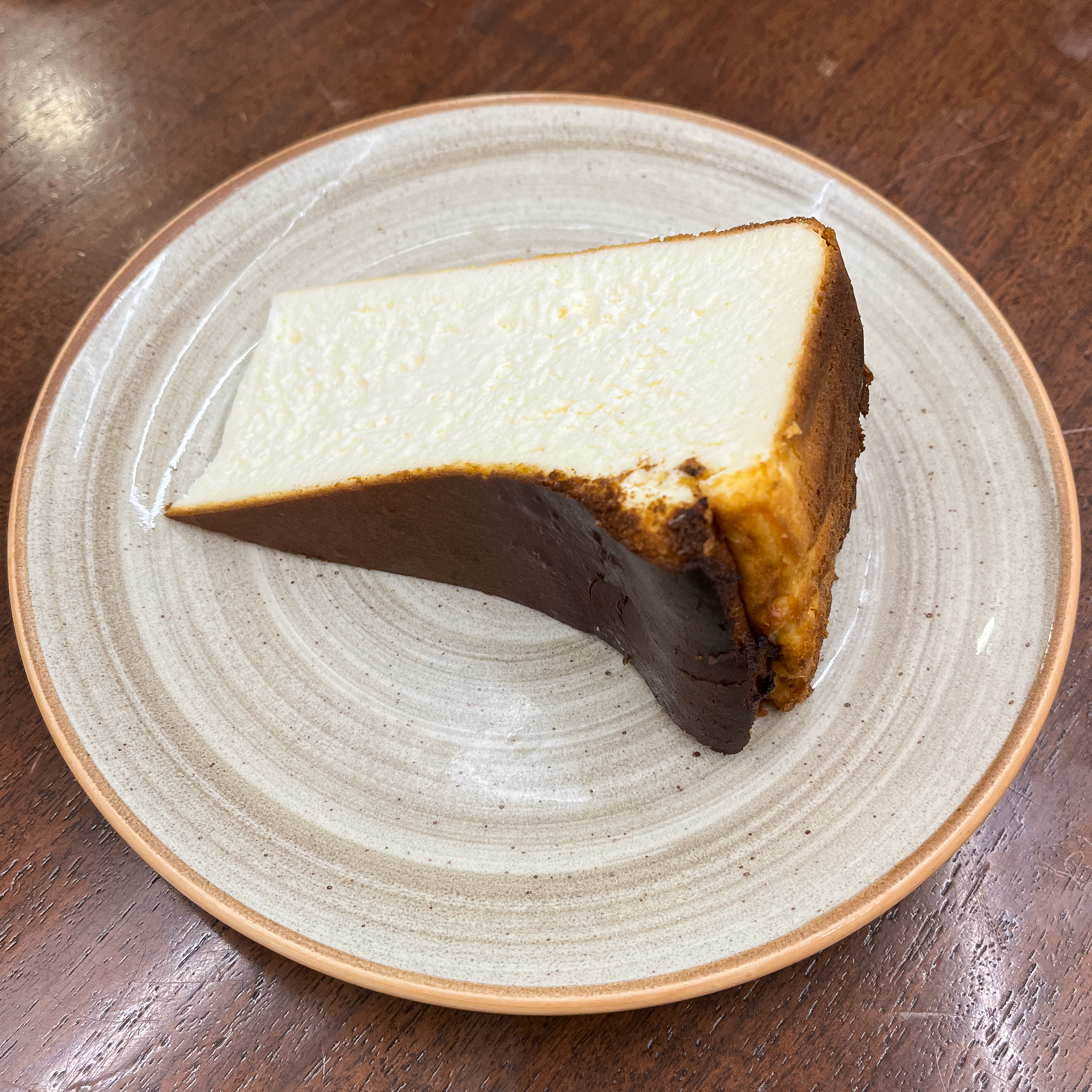
Cheescake în stil basc

În Țara Bascilor există o versiune de cheescake creată spre finalul anilor 1980 într-un restaurant numit La Viña din centrul vechi al orașului basc San Sebastián. În mod tradițional, acesta conține cinci ingrediente: cremă de brânză, ouă, zahăr, smântână lichidă și făină, neavând o bază de biscuiți. Cheesecake-ul basc este definit de crusta arsă specifică.

### Cheesecake fără coacere
Spre deosebire cheesecake-urile coapte, cele fără coacere nu conțin ouă, iar compoziția este stabilizată folosind gelatină, lapte condensat sau frișcă ori smântână, fiind lăsate la frigider până când textura devine suficient de fermă.